# Letov LF-107 Luňák
De Letov LF-107 Luňák is een Tsjechoslowaaks zweefvliegtuig gebouwd door Letov. De eerste vlucht vond plaats in juni 1948. Hetzelfde jaar deed een prototype van de Luňák mee aan een aerobatiekcompetitie in Grenchen, Zwitserland. Een jaar later werd opnieuw meegedaan aan een aerobatiekcompetitie, maar nu in Ziar, Polen. Bij deze competities toonde de Luňák goede aerobatische en vliegeigenschappen, waardoor aanzienlijke aandacht werd getrokken. Toch werd de serieproductie gestaakt vanwege politieke ontwikkelingen, waardoor Letov moest overschakelen op de productie van MiG-15’s en Iljoesjin Il-10’s. Door diezelfde politieke spanningen kwam er ook een kink in de kabel voor de export naar het westen. In totaal zijn zo’n 75 stuks gebouwd. Nog negen Luňáks zijn vliegwaardig, twee daarvan zijn in Groot-Brittannië. Eén Luňák staat tentoongesteld in het Amerikaanse Museum of Flight.

## Specificaties
- Bemanning: 1, de piloot
- Lengte: 6,78 m
- Spanwijdte: 14,27 m
- Vleugeloppervlak: 13,38 m2
- Leeggewicht: 205 kg
- Max. startgewicht: 310 kg
- Maximumsnelheid: 300 km/h
- Plafond: 6000 m